# Épitope

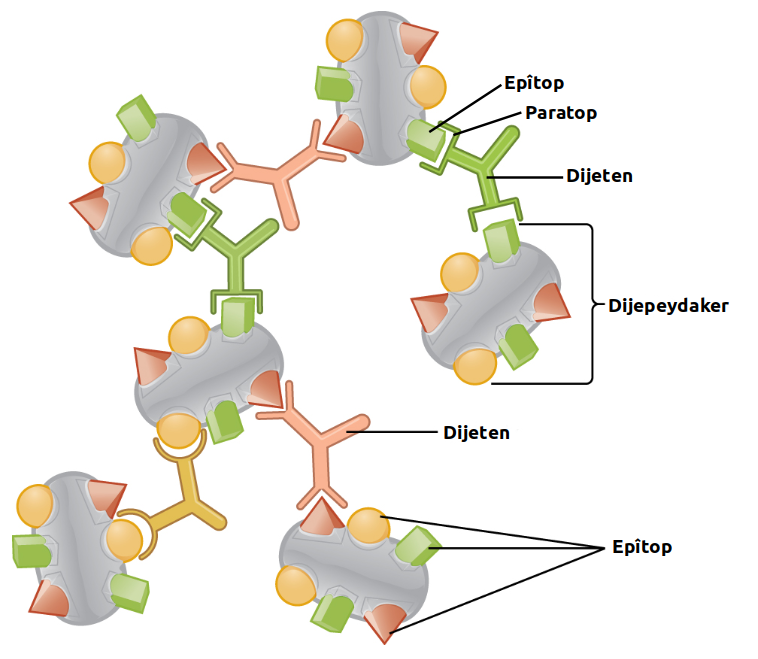
Schéma explicatif d'un épitope.

Un épitope, aussi appelé déterminant antigénique, est une molécule qui peut être reconnue par un paratope (partie variable d'un anticorps ou d'un récepteur membranaire des lymphocytes B (BCR) et lymphocytes T (TCR)), pour déterminer si elle appartient au domaine du soi ou au domaine du non-soi. Un antigène est caractérisé par ses épitopes, si ses épitopes sont reconnus comme appartenant au non-soi alors il est lui-même immédiatement reconnu comme appartenant au non-soi. Cette reconnaissance épitope/paratope est donc à la base de la réponse immunitaire spécifique : elle permet la sélection clonale, c’est-à-dire la sélection des acteurs capables de s'attaquer spécifiquement à l'antigène correspondant à un épitope particulier.
Il existe plusieurs types d'épitopes : les épitopes B et les épitopes T.

## Épitopes B
Les épitopes B sont des parties d'antigène présents sous la forme entière de l'antigène et susceptibles d'être reconnus par un paratope de type anticorps. La structure de l'épitope B doit donc être complémentaire avec le site de fixation de l'anticorps, la structure mise en jeu peut être la structure primaire dans le cas d'un épitope séquentiel ou la structure tertiaire dans le cas d'un épitope non séquentiel (ou épitope de conformation). Un épitope B est donc un représentant de l'identité d'un antigène sous sa forme entière.

### Reconnaissance épitope B/BCR
Si un épitope B est reconnu par un BCR (pour B cell receptor, récepteurs propre des lymphocytes B), alors le lymphocyte B en question est activé contre cet antigène. Si l'anticorps est thymo-dépendant il aura besoin d'un signal (cytokines) de la part des lymphocytes T helper 2 (Cellule CD4 plus CD4+ différencié) pour parfaire son activation. Le lymphocyte B peut ensuite se multiplier et se différencier en plasmocyte : lymphocyte B sécréteur d'anticorps spécifiques de l'épitope B concerné. Ces anticorps pourront donc réaliser une reconnaissance de l'épitope B comme expliqué ci-dessous.

### Reconnaissance épitope B/anticorps circulant
Si un épitope B est reconnu par un anticorps circulant, alors l'antigène porteur de l'épitope B et l'anticorps correspondant formeront un complexe immun qui neutralisera l'antigène (inhibition de la toxicité) et amènera ensuite à sa destruction par phagocytose.
Les épitopes B sont donc la clé de l'immunité humorale.

## Épitopes T
Les épitopes T sont des parties de protéine (ou dans certains cas particuliers des polysaccharides) présentés à la surface des cellules de l'organisme ce qui permet la reconnaissance par le système immunitaire de l'hôte.
Ces polypeptides sont la plupart du temps des résidus de protéines dégradées par la cellule hôte, ils sont ensuite associés à des complexes protéiques appelés CMH (pour Complexe majeur d'histocompatibilité), qui en se fixant sur la membrane plasmique de la cellule hôte permettront la présentation de l'épitope aux cellules immunitaires.
Les épitopes T peuvent être présentés par deux types de molécules CMH, les molécules CMH de classe I et les molécules CMH de classe II.

### Épitopes T portés par des molécules CMH de classe I
Les molécules CMH de classe I sont présentes dans presque toutes les cellules de l'organisme et permettent de présenter des épitopes issus de protéines endogènes, c’est-à-dire codées et produites à partir du génome de la cellule puis dégradées en peptides de 9 acides aminés par le protéasome. Ces épitopes sont donc exclusivement de type séquentiel. Les CMH I présentent leur épitopes aux TCR (pour T cell receptor) des lymphocytes T8 CD8+.
Si la protéine ayant abouti à un épitope particulier est une protéine virale, c’est-à-dire qu'elle est le fruit de l'infection de la cellule par un virus, alors l'épitope en question sera reconnu par les cellules immunitaires comme viral et entraînera l'activation d'une réaction immunitaire amenant à la lyse de la cellule par les lymphocytes T8 dit lymphocytes cytotoxiques.
Si la protéine est une protéine du « soi », alors l'épitope correspondant sera reconnu comme tel et empêchera l'activation d'une réaction immunitaire contre cette cellule.
L'épitope reconnu étant issu de l'activité intracellulaire, il représente les protéines de la cellule et est la clé de l'immunité à médiation cellulaire.

### Épitopes T portés par des molécules CMH de classe II
Dans d'autres cas les polypeptides formant l'épitope ne sont pas de type endogène, c’est-à-dire que les protéines ne sont pas issues d'une traduction par la cellule, comme précédemment, mais sont d'origine exogène. En effet certaines cellules, les cellules présentatrices d'antigène ou CPA (les cellules dendritiques, les lymphocytes B et les macrophages) présentent à leur surface un autre type de molécule CMH (dit de classe II) spécialisées dans la présentation de polypeptides issus de protéines exogènes, apportées par un organisme étranger, entrées dans le milieu intracellulaire par endocytose et découpées en polypeptides (de 11 à 25 acides aminés) dans les endosomes. Ces cellules peuvent donc présenter un antigène dit « natif » au TCR (pour T cell receptor) des lymphocytes T4 qui se différencieront d'une part :
- en lymphocytes T helper 2 et activeront à leur tour par le biais de cytokines (Interleukine2 (IL2), IL4, IL5, IL10) les lymphocytes B pré-activés et donc la prolifération d'anticorps spécifiques de cet antigène. Ces anticorps pourront ainsi se fixer aux épitopes B de l'antigène en question et le neutraliser.
Les épitopes T formés à partir de protéines natives participent donc à l'immunité humorale ;
- en lymphocyte T helper 1 et activeront à leur tour par le biais de cytokines (IL2 et interféron γ) l'activité des lymphocytes T8.
Ces épitopes participent donc aussi à l'immunité à médiation cellulaire.